# The Circus
The Circus (в переводе с англ. — «Цирк») — пятый студийный альбом британской поп-группы Take That, выпущенный 1 декабря 2008 года.

## Информация об альбоме
В Великобритании альбом выпущен как открытый (хотя и неумышленный) конкурент альбому Бритни Спирс, также названному Circus и выпущенному в тот же день. Менеджер группы утверждал, что совпадение названий альбомов — случайность и что Take That работали «за несколько месяцев до этого» и не собираются вносить никаких изменений. Первый сингл из альбома, «Greatest Day», выпущенный 24 ноября 2008 года, достиг 1 места в Великобритании. «Up All Night», второй сингл, выпущенный 2 марта 2009 года, достиг 14 места. Третий сингл, «The Garden», был выпущен в Германии, Нидерландах и Австралии 20 марта 2009 года, хотя он также попал и в чарт Великобритании на 97 место. Клип на песню был снят в Greenwich Maritime Museum, в Южном Лондоне. «Said It All», четвёртый сингл из альбома, был выпущен в июне 2009 года и достиг 9 места в Великобритании. Пятым и последним синглом стал «Hold Up a Light», выпущенный для продвижения первого концертного альбома Take That The Greatest Day — Take That Presents: The Circus Live.

## Реакция критиков
| Оценки критиков      | Оценки критиков |
| Источник             | Оценка          |
| -------------------- | --------------- |
| Allmusic             | [ 6 ]           |
| BBC Music            | (positive)      |
| The Daily Mirror     | [ 8 ]           |
| Digital Spy          | [ 9 ]           |
| The Evening Standard | [ 10 ]          |
| The Guardian         | [ 11 ]          |
| Orange               | [ 12 ]          |
| The Sunday Times     | [ 13 ]          |
| The Times            | [ 14 ]          |
| Yahoo! Music UK      | (7/10)          |

BBC Music сказала: «Ошеломляющий альбом, Take That словно старинное шампанское, шипящее, с игривыми пузырьками, счастливо созревающее с возрастом». The Daily Mirror заявила, что «они приносят свойственное человеку качество ошибаться альбому, это все позолота из сильной связи с настоящими фанатами». Sunday Mercury прокомментировала: «Как и его предшественник, The Circus… может похвастаться одном треком-убийцей. „Greatest Day“ столь же прекрасен и популярен сейчас, как „Patience“ в 2006 году». Yahoo! Music UK заявил, что «как и его предшественник, Beautiful World, The Circus вмещает в себя хорошо обработанные поп-песни с безупречным производством». The Sunday Times заявила, что «The Circus, несомненно, достигнет высоких продаж с такими песнями, как „The Garden“, „Greatest Day“, „Said It All“ и, казалось бы, отсылкой к Эми Уайнхаус — „How Did It Come to This“».

## Продвижение
После выхода альбома Take That объявили о планах устроить в 2009 году тур Take That Present: The Circus Live. Тур стал самым быстро продаваемым в истории Великобритании: 35 миллионов билетов в один день (600 000 менее чем за 5 часов), побив предыдущий рекорд Майкла Джексона и его мирового турне Bad в 1987 году (хотя Джексон вернул себе лидерство вскоре после того, когда он объявил свою резиденцию на арене O2 в Лондоне незадолго до смерти). Take That также представили своё телешоу Take That Come To Town, варьете, где они исполнили свои лучшие хиты и новый материал из The Circus, шоу транслировалось 7 декабря 2008 года ITV. Презентуя альбом в Париже, группа выступила в роскошном ночном клубе в первый раз за 12 лет в городе 2 декабря 2008 года. В представлении участвовали акробаты, воздушные гимнасты, ходоки на ходулях, жонглеры, всё было выполнено в цирковой тематике.

## Коммерческий приём
Ещё до выпуска The Circus стало известно, что альбом побил все рекорды по предзаказам и стал самым часто предварительно заказываемым в истории.
Альбом занял первое место в Ирландии и Великобритании, где продажи составили 133 000 экземпляров в первый день релиза.

## Список композиций
| №   | Название                  | Автор(ы)                                  | основной вокал                                      | Длительность |
| --- | ------------------------- | ----------------------------------------- | --------------------------------------------------- | ------------ |
| 1.  | «The Garden»              | Take That                                 | Mark Owen, Gary Barlow, Jason Orange, Howard Donald | 5:07         |
| 2.  | «Greatest Day»            | Take That                                 | Gary Barlow                                         | 3:59         |
| 3.  | «Hello»                   | Take That, Steve Robson                   | Mark Owen                                           | 3:31         |
| 4.  | «Said It All»             | Take That, Steve Robson                   | Gary Barlow, Mark Owen                              | 4:15         |
| 5.  | «Julie»                   | Take That, Steve Robson                   | Mark Owen                                           | 3:53         |
| 6.  | «The Circus»              | Take That                                 | Gary Barlow                                         | 3:33         |
| 7.  | «How Did It Come to This» | Take That, Jamie Norton, Ben Mark         | Jason Orange                                        | 3:12         |
| 8.  | «Up All Night»            | Take That, Norton                         | Mark Owen                                           | 3:24         |
| 9.  | «What Is Love»            | Take That                                 | Howard Donald                                       | 3:27         |
| 10. | «You»                     | Take That                                 | Gary Barlow                                         | 4:12         |
| 11. | «Hold Up a Light»         | Take That, Norton                         | Mark Owen                                           | 4:28         |
| 12. | «Here»                    | Take That, Olly Knights, Gail Paridjanian | Howard Donald                                       | 4:28         |
| 13. | «She Said» (hidden track) | Take That                                 | Gary Barlow                                         | 2:33         |

| №   | Название       | Автор(ы)  | Lead Vocals | Длительность |
| --- | -------------- | --------- | ----------- | ------------ |
| 14. | «Sleepwalking» | Take That | Gary Barlow | 3:14         |

## Чарты
| Чарт (2008)                     | Высшая позиция |
| ------------------------------- | -------------- |
| Austrian Albums Chart           | 42             |
| Belgian (Flanders) Albums Chart | 94             |
| Danish Albums Chart             | 13             |
| Dutch Albums Chart              | 68             |
| European Albums Chart           | 5              |
| German Albums Chart             | 14             |
| Irish Albums Chart              | 1              |
| Italian Albums Chart            | 32             |
| Japanese Albums Chart           | 197            |
| Norwegian Albums Chart          | 38             |
| Spanish Albums Chart            | 27             |
| Swedish Albums Chart            | 25             |
| Swiss Albums Chart              | 22             |
| UK Albums Chart                 | 1              |

| Чарт (2008)        | Высшая позиция |
| ------------------ | -------------- |
| Irish Albums Chart | 5              |
| UK Albums Chart    | 2              |
| Чарт (2009)        | Высшая позиция |
| Irish Albums Chart | 17             |
| UK Albums Chart    | 13             |
| Чарт (2010)        | Высшая позиция |
| Irish Albums Chart | 98             |
| UK Albums Chart    | 133            |